# Nicolaus Bernoulli
Nicolaus Bernoulli, noto anche come Niklaus Bernoulli o Nikolaus Bernoulli (Basilea, 21 ottobre 1687 – Basilea, 29 novembre 1759), è stato un matematico svizzero, nipote di Jakob e Johann Bernoulli. Fu uno dei primi e più importanti matematici della famiglia Bernoulli.
Si laureò nel 1704 all'Università di Basilea sotto la supervisione di Jakob Bernoulli e ottiene il Dottorato in Legge 5 anni più tardi con una tesi sulla teoria della probabilità. Nel 1716 ottenne la cattedra che era stata tenuta da Galileo all'Università di Padova; qui lavorò sulle equazioni differenziali e sulla geometria. Nel 1722 ritornò in Svizzera ed ottenne la cattedra di logica all'Università di Basilea.
Si possono trovare i suoi contributi più importanti nelle lettere, in particolare in quelle indirizzate a Pierre Rémond de Montmort, Gottfried Wilhelm Leibniz e Leonardo Eulero. In quelle lettere, in particolare, egli fece un'introduzione al paradosso di San Pietroburgo.